# 長谷鄉 (登博維察縣)
45°4′N 25°35′E / 45.067°N 25.583°E
長谷鄉（羅馬尼亞語：Comuna Valea Lungă, Dâmbovița），是羅馬尼亞的鄉份，位於該國南部，由登博維察縣負責管轄，處於布加勒斯特西北面80公里，每年平均降雨量1,122毫米，海拔高度393米，2007年人口5,026。